# Bigbang Vol.1
Big Bang Vol. 1- Since 2007 é o álbum de estreia de estúdio do grupo masculino sul-coreano Big Bang. O seu lançamento ocorreu em 22 de dezembro de 2006, através da YG Entertainment. Musicalmente, o álbum possui uma sonoridade pertencente aos gêneros pop, hip hop e R&B e contém na maioria de suas faixas, o envolvimento do quinteto em sua composição. Big Bang Vol. 1- Since 2007 produziu os singles "Big Bang", "Big Bang is V.I.P" e "Big Bang 03", lançados previamente ao álbum, além de "Dirty Cash", lançado como sua canção principal. 
Após o lançamento de Big Bang Vol. 1- Since 2007 na Coreia do Sul, o álbum atingiu seu pico de número três na parada mensal da Miak Albums Chart e encerrou o ano de 2006 dentro do top 40 da referida parada.  

## Antecedentes
O Big Bang tornou-se o primeiro grupo ídolo a ser lançado pela YG Entertainment, sua formação foi divulgada através de um documentário de dez episódios, transmitido pela MTV e gomTV. Posteriormente, sua estreia oficial ocorreu em 19 de agosto de 2006, durante o concerto de dez anos da YG Family realizado na Olympic Gymnastics Arena, Seul. Após este evento, o Big Bang lançou seu primeiro single homônimo no mesmo mês e durante os meses seguintes os singles "Big Bang is V.I.P" e "Big Bang 03", como parte da estratégia da YG Entertainment, de atrair e manter o interesse do público em seu novo grupo masculino.

## Lançamento
Big Bang Vol. 1- Since 2007 foi lançado contendo onze canções, sua lista de faixas inclui canções lançadas previamente de seus três singles anteriores e cinco canções inéditas, como sua faixa título "Dirty Cash", além de "Big Boy", uma canção solo de T.O.P e "Next Day", canção solo de Seungri.

## Singles
- "Big Bang" foi lançado em 28 de agosto de 2006,[3] após nove dias do lançamento oficial do grupo e tornando-se o single de estreia do Big Bang. O seu lançamento ocorreu por meio de CD+DVD. O single é composto por quatro canções, com "We Belong Together" servindo como sua faixa título, além disso, três de suas faixas receberam vídeos musicais correspondentes. Comercialmente, "Big Bang" atingiu seu pico de número cinco na parada mensal sul-coreana Miak Albums Chart[4] permanecendo na mesma por oito meses.

- "Big Bang is V.I.P" foi lançado em 28 de setembro de 2006[5] através de CD+VCD. O single que contém a canção "La La La" como sua faixa título, possui ao todo três canções originais mais a versão instrumental da faixa título. Semelhantemente a seu antecessor, duas faixas do single receberam vídeos musicais correspondentes. Após o seu lançamento, "Big Bang is V.I.P" alcançou a posição de número oito na sul-coreana Miak Albums Chart.[6]

- "Big Bang 03" tornou-se o último single lançado a fim de preceder Big Bang Vol. 1- Since 2007, o que ocorreu em 21 de novembro de 2006[7] pelo formato de CD. O single é composto por cinco canções, com "Forever With You" e "Good Bye Baby" servindo como sua faixa título e obtendo vídeos musicais. Na Coreia do Sul, "Big Bang 03" atingiu a posição de número sete na Miak Albums Chart,[8] permanecendo na referida parada por quatro meses consecutivos.

- "Dirty Cash" foi o single lançado como a faixa título de Big Bang Vol. 1- Since 2007, em 22 de dezembro de 2006, na mesma data do álbum.

## Lista de faixas
| N.º            | Título                                                           | Letras                 | Música | Arranjo | Duração |  |
| 1.             | "Big Bang" (Intro)                                               | G-Dragon               | Perry | Perry | 0:26    |  |
| 2.             | "She Can't Get Enough"                                           | Kim Ina, G-Dragon      | Carlos Adaamick Mendoza, Robbi Nevil, Bradley Spalter, Michael Norfleet, Jean Rodriguez, Wesly Rodriguez, Phillip White | Carlos Adaamick Mendoza, Robbi Nevil, Bradley Spalter, Michael Norfleet, Jean Rodriguez, Wesly Rodriguez, Phillip White | 3:29    |  |
| 3.             | "Dirty Cash"                                                     | 072, G-Dragon          | Andy Love, Jos Jorgensen                                                                                                | Andy Love, Jos Jorgensen                                                                                                | 3:14    |  |
| 4.             | "Next Day" (다음날) (Seungri solo)                               | Sim Jae Hee            | Derek Bramble | Derek Bramble | 4:03    |  |
| 5.             | "Big Boy" (com participação de Lee Eun-joo) (T.O.P solo)         | T.O.P                  | T.O.P, Brave Brothers                                                                                                   | Brave Brothers | 3:18    |  |
| 6.             | "Shake It" (흔들어; Heundeureo; com participação de Lee Eun-joo) | G-Dragon               | G-Dragon, Brave Brothers                                                                                                | Brave Brothers | 3:46    |  |
| 7.             | "A Fool's Only Tears" (눈물뿐인 바보; Nunmulppunin Babo)         | G-Dragon, An Young Min | Jeon Seung Woo | Jeon Seung Woo | 4:03    |  |
| 8.             | "My Girl" (Taeyang solo)                                         | G-Dragon               | Israel Dwaine Cruz | Israel Dwaine Cruz | 3:52    |  |
| 9.             | "La La La"                                                       | Big Bang               | Perry | Perry | 3:00    |  |
| 10.            | "This Love" (G-Dragon solo)                                      | G-Dragon               | G-Dragon, James Valentine, Adam Levine, Ryan Dusick, Mickey Madden, Jesse Carmichael                                    | G-Dragon | 3:31    |  |
| 11.            | "Try Smiling" (웃어본다; Useo Bonda) (Daesung solo)              | An Young Min           | Lee Ryu Won | Lee Ryu Won | 4:12    |  |
| Duração total: | Duração total:                                                   | Duração total:         | Duração total: | Duração total: | 36:52   |  |

## Desempenho nas paradas musicais
Após o lançamento de Big Bang Vol. 1- Since 2007 na Coreia do Sul, o mesmo atingiu a posição de número três na parada mensal da Miak Albums Chart, obtendo vendas de 33,343 mil cópias, além disso, apesar de ter sido lançado restando nove dias para o encerramento do ano de 2006, o álbum se posicionou em número 39 na parada anual da Miak Albums Chart. Até o ano de 2007, Big Bang Vol. 1- Since 2007 já havia vendido o equivalente a 110,408 mil cópias no país.

### Posições
| Paradas (2006)                             | Melhor posição |
| ------------------------------------------ | -------------- |
| Coreia do Sul (Miak Monthly Albums Chart)  | 3              |
| Coreia do Sul (Miak Year-end Albums Chart) | 39             |

## Histórico de lançamento
| Região        | Data                   | Formato             | Gravadora                       |
| ------------- | ---------------------- | ------------------- | ------------------------------- |
| Coreia do Sul | 22 de dezembro de 2006 | CD download digital | YG Entertainment Yedang Company |